# Les Harmonies Werckmeister
Pour plus de détails, voir Fiche technique et Distribution.
Les Harmonies Werckmeister (Werckmeister harmóniák) est le neuvième long métrage du réalisateur Béla Tarr, sorti en 2000. Ce film s'inspire du roman La Mélancolie de la résistance  de László Krasznahorkai, publié en 1989.
Ce film en noir et blanc est composé de seulement trente-neuf scènes. Il décrit le désœuvrement et la perte d'identité d'une petite ville hongroise.

## Synopsis
Dans une petite ville de la plaine hongroise, arrive un sinistre cirque itinérant qui traîne une baleine dans une remorque. Un jeune homme, János, tente de préserver l'ordre dans la ville de plus en plus perturbée, mais en même temps il perd sa foi dans cet univers non naturel et chaotique que Dieu lui-même semble avoir déserté.

## Fiche technique
- Titre français : Les Harmonies Werckmeister
- Titre hongrois : Werckmeister harmóniák
- Réalisation : Béla Tarr, Ágnes Hranitzky
- Scénario : László Krasznahorkai, B. Tarr
- Dialogues : Péter Dobai, Gyuri Dósa Kiss, György Fehér
- Décors : Sándor Katona, Zsuzsa Mihalek, Béla Zsolt Tóth
- Costumes : János Breckl
- Photographie : Patrick de Ranter, Miklós Gurbán, Erwin Lanzensberger, Gábor Medvigy, Emil Novák, Rob Tregenza
- Montage : Ágnes Hranitzky
- Musique : Mihály Vig
- Son : Gyorgy Kovacs
- Production : Franz Goëss, Paul Saadoun, Miklós Szita, Joachim von Vietinghoff
- Société de production : 13 Productions/ Arte (France)/Fondazione Montecinemaverita
- Budget : FRF 10,000,000 (estimé)
- Pays d'origine :  Hongrie/ France/ Allemagne/ Italie
- Langue : Hongrois
- Format : Noir et blanc - 1,66:1 - Dolby - 35 mm
- Genre : Film dramatique
- Durée : 145 minutes
- Année de réalisation : 2000
- Sortie en salles en France : 19 février 2003

## Distribution
- Peter Fritz: Gyorgy Eszter
- Lars Rudolph (en) : Janos Valuska
- Hanna Schygulla : Tunde Eszter
- Ferenc Kállai : Le Directeur

## Analyse du film
Le titre du film fait référence au théoricien de la musique baroque Andreas Werckmeister. L'un des personnages principaux du film, György Eszter, expose  dans un monologue une théorie selon laquelle ce sont des principes d'harmonie de Werckmeister que découlent tous les problèmes esthétiques et philosophiques qui se sont posés en musique depuis l'époque baroque. Ces problèmes doivent être selon lui dépassés par l'émergence d'une nouvelle théorie de l'accord et de l'harmonie[réf. nécessaire].